# 菁山吊橋
25°09′59″N 121°33′56″E / 25.16642°N 121.56562°E
菁山吊橋，位於臺灣臺北市士林區，陽明山國家公園冷擎步道（冷水坑—擎天崗）上，跨越冷水坑溪。